# 코하라 코노미
코하라 코노미(일본어: 小原 好美 こはら このみ[*], 1992년 6월 28일 ~ )는 일본의 여성 성우이다. 가나가와현 출신. 오사와 사무소 소속. 주요 출연작은 스타☆트윙클 프리큐어(하고로모 라라)등이다.

## 출연 작품

### 극장판
- 2020년 귀멸의 칼날: 나타구모산 편 - 카마도 하나코
- 2023년 극장판 프리큐어 올스타즈 F - 큐어 밀키